# Even Hovland
Even Hovland (* 14. Februar 1989 in Vadheim) ist ein norwegischer Fußballspieler.

## Karriere

### Verein
Hovland spielte ab 2007 für Sogndal Fotball. Nach drei Jahren in der zweiten norwegischen Liga, der 1.divisjon, stieg er mit seinem Club als Meister in die Tippeligaen auf, der höchsten Liga in Norwegen. Im Januar 2012 wechselte er innerhalb der Liga zu Molde FK und Meister mit seinem neuen Verein. Mit Molde nahm er 2012 an der Champions-League-Qualifikation teil. Erst in der dritten Qualifikationsrunde musste sich Molde dem FC Basel geschlagen geben. In den darauffolgenden Play-offs qualifizierte sich Molde für die UEFA Europa League 2012/13, aus der sie in der Gruppenphase ausschieden. 2013 gewann Hovland mit Molde den norwegischen Pokal.
Zur Saison 2014/15 wechselte Hovland zum 1. FC Nürnberg. Er wurde vorwiegend in der 2. Bundesliga, aber auch im Regionalligateam eingesetzt. Von 2017 bis 2018 spielte er erneut für Sogndal Fotball. Seit 2018 steht er bei Rosenborg Trondheim unter Vertrag.

### Nationalmannschaft
Hovland durchlief sämtliche Jugendmannschaften des norwegischen Verbandes. Sein Debüt in der A-Nationalmannschaft gab er am 15. Januar 2012 beim 1:1 gegen Dänemark.

## Erfolge
- 2. Liga (Norwegen)-Meister: 2010
- Norwegischer Meister: 2012, 2014 und 2018
- Norwegischer-Fußballpokal-Sieger: 2013, 2014 und 2018
- Norwegischer Supercupsieger: 2018
- Schwedischer Meister: 2022
- Schwedischer Pokalsieger: 2023